# Loft Story 5
Vous pouvez aider à l'améliorer ou bien discuter des problèmes sur sa page de discussion.
- Il n'est pas vérifiable et peut contenir des informations totalement erronées. Il est fortement conseillé aux contributeurs d'étayer son contenu par des sources fiables. Sans cela, sa suppression pourrait être envisagée. (si vous venez d'apposer le bandeau, veuillez cliquer sur ce lien pour créer la discussion et en afficher les indications). (Marqué depuis novembre 2024)
- Il peut contenir un travail inédit ou des déclarations non vérifiées. Vous pouvez l’améliorer en ajoutant des références. (Marqué depuis novembre 2024)

- Archive Wikiwix
- Bing
- Cairn
- DuckDuckGo
- E. Universalis
- Gallica
- Google
- G. Books
- G. News
- G. Scholar
- Persée
- Qwant
- (zh) Baidu
- (ru) Yandex
- (wd) trouver des œuvres sur Wikidata

Vous pouvez aider à l'améliorer ou bien discuter des problèmes sur sa page de discussion.
- Son admissibilité est à vérifier. Motif : manque de références. Il s'agit uniquement de travail inédit. Saison ne se démarquant pas particulièrement.. Vous êtes invité à le compléter pour expliciter son admissibilité, en y apportant des sources secondaires de qualité. (Marqué depuis mai 2025)
- Il ne cite pas suffisamment ses sources. Vous pouvez indiquer les passages à sourcer avec {{référence nécessaire}} ou {{Référence souhaitée}}, et inclure les références utiles en les liant aux notes de bas de page. (Marqué depuis novembre 2024)
- Son texte doit être wikifié : il ne correspond pas à la mise en forme Wikipédia (style, typographie, liens internes, liens entre les wikis, etc.). (Marqué depuis novembre 2024)

- Archive Wikiwix
- Bing
- Cairn
- DuckDuckGo
- E. Universalis
- Gallica
- Google
- G. Books
- G. News
- G. Scholar
- Persée
- Qwant
- (zh) Baidu
- (ru) Yandex
- (wd) trouver des œuvres sur Wikidata

Cet article concerne la cinquième saison de Loft Story. Pour les autres saisons de Loft Story, voir Loft Story (Québec).
Loft Story 5 est la cinquième saison de la télé réalité québécoise Loft Story se déroulant du 28 septembre au 7 décembre 2008. Marie Plourde est l'animatrice des galas du dimanche, alors que Kim Rusk, gagnante de Loft Story 3, est chargée de l'animation des émissions quotidiennes. Sébastien Tremblay de Loft Story 4 et Louise Deschâtelets sont panélistes à chaque gala du dimanche.
Arcadio, Cynthia « Cynny », Cynthia et Geneviève ont participé à Loft Story 6 : La Revanche en 2009.

## Participants
| Sexe     | Nom                        | Âge/année | Taille/m | Occupation                                                                      | Ville             |
| -------- | -------------------------- | --------- | -------- | ------------------------------------------------------------------------------- | ----------------- |
| féminin  | Geneviève Deneault         | 26        | 1,67     | barmaid, serveuse                                                               | Montréal          |
| féminin  | Myriam Lamontagne          | 25        | 1,62     | barmaid                                                                         | Saint-Apollinaire |
| masculin | Manuel Silva               | 23        | 1,80     | agent immobilier                                                                | Gatineau          |
| féminin  | Cynthia « Cynny » Schaefer | 27        | 1,66     | étudiante en maquillage, Service à la clientèle pour une compagnie de téléphone | Rosemère          |
| féminin  | Mihaela Coman              | 22        | 1,76     | agent de bord, modèle, danseuse, reine de beauté, actrice, reporter             | Montréal          |
| masculin | Arcadio Marcuzzi           | 28        | 1,80     | DJ, remixeur, producteur                                                        | Montréal          |
| féminin  | Maude Charter              | 22        | 1,78     | styliste                                                                        | Blainville        |
| masculin | Jason Nolet                | 21        | 1,78     | étudiant et barman                                                              | Bécancour         |
| masculin | Claude-Alexandre Tremblay  | 27        | 1,74     | conseiller canin et maître-chien                                                | Repentigny        |
| féminin  | Cynthia Sauro              | 21        | 1,68     | modèle et serveuse                                                              | Montréal          |
| masculin | Rémi Messier               | 23        | 1,76     | chansonnier                                                                     | Mascouche         |
| masculin | Kevin Corbeil              | 18        | 1,74     | étudiant                                                                        | Rouyn-Noranda     |
| masculin | Charles-Éric Boncœur       | 25        | 1,74     | instructeur de planche à neige                                                  | Montréal          |
| féminin  | Isabelle Archambault       | 28        | 1,68     | cosméticienne et coiffeuse                                                      | Saint-Hyacinthe   |

## Déroulement du jeu

### 1resemaine
- Ballotés : Myriam, Isabelle, Maude
- Départ : Maude Charter

### 2esemaine
- Ballotés : Isabel, Manuel
- Départs : Isabel Archambault, Claude-Alexandre Tremblay

### 3esemaine
- Ballotés : Arcadio, Charles-Éric, Jason
- Départs : Arcadio Marcuzzi, mais il revient dans le loft après être sorti quelques minutes. Jason Nolet est exclu pour avoir transgressé les règlements du loft.

### 4esemaine
- Ballotés : Charles-Éric, Cynthia, Kevin, Mihaela, Myriam
- Départ : Myriam Lamontagne
- Annonce du retour de Claude-Alexandre (aucun droit de vote et aucun droit aux deux premiers prix : la maison Bonneville et le 75 000 $)

### 5esemaine
- Ballotés : Arcadio, Charles-Éric, Kevin, Rémi
- Départ : Rémi Messier
- Retour : Claude-Alexandre Tremblay

### 6esemaine
- Ballotés : Claude-Alexandre, Manuel
- Départ :  Claude-Alexandre Tremblay

### 7esemaine
- Ballotés : Cynthia « Cynny », Geneviève, Manuel
- Départ : Cynthia « Cynny » Schaefer

### 8esemaine
- Ballotés : Arcadio, Manuel
- Départ : Manuel Silva

### 9esemaine
- Ballotés : Arcadio, Cynthia (votés par le public)
- Départ : Arcadio Marcuzzi (vote du départ par les lofteurs, tranché par Kevin après égalité grâce à son pouvoir de l'épée)

### 10esemaine
- Finalistes : Mihaela Coman, Geneviève Deneault, Kevin Corbeil, Charles-Éric Boncœur et Cynthia Sauro
- Troisième position : Geneviève Deneault
- Deuxième position : Kevin Corbeil
- Première position : Charles-Éric Boncœur

## Prix remis aux vainqueurs
- 1re position (Charles-Éric) : une maison Bonneville d'une valeur de 300 000 $
- 2e position (Kevin) : 75 000 $